# General Mamerto Natividad
General Mamerto Natividad (also known as Gen. M. Natividad) là một đô thị hạng 4 ở tỉnh Nueva Ecija, Philippines. Theo điều tra dân số năm 2007, đô thị này có dân số 33.354 người trong 5.663 hộ.

## Barangay
General Mamerto Natividad được chia thành 20 barangay.
| - Balangkare Norte - Balangkare Sur - Balaring - Belen - Bravo - Burol - Kabulihan - Mag-asawang Sampaloc - Manarog - Mataas na Kahoy | - Panacsac - Picaleon - Pinahan - Platero - Poblacion - Pula - Pulong Singkamas - Sapang Bato - Talabutab Norte - Talabutab Sur |